# Tinodes ghobarama
Tinodes ghobarama är en nattsländeart som beskrevs av Schmid 1961. Tinodes ghobarama ingår i släktet Tinodes och familjen tunnelnattsländor. Inga underarter finns listade i Catalogue of Life.